# Guiler-sur-Goyen
Guiler-sur-Goyen (tiếng Breton: Gwiler-Kerne) là một xã của tỉnh Finistère, thuộc vùng Bretagne, miền tây bắc Pháp.

## Dân số
Người dân ở Guiler-sur-Goyen được gọi là Guileriens.